# ECM Prague Open 2008
L'ECM Prague Open 2008  è stato un torneo professionistico maschile e femminile di tennis giocato sulla terra rossa. Il torneo femminile faceva parte della categoria Tier IV nell'ambito del WTA Tour 2008, con un montepremi di 145.000 $. Il torneo maschile era invece parte del circuito Challenger nell'ambito dell'ATP Challenger Series 2008, con un montepremi di 64.000 €. Si è giocato sui campi dell'I. Český lawn–tenisový klub sull'isola di Štvanjce a Praga in Repubblica Ceca, dal 28 aprile al 4 maggio 2008.

## Campioni

### Singolare maschile
Jan Hernych ha battuto in finale  Lukáš Dlouhý con il punteggio di 4–6, 6–2, 6–4

### Singolare femminile
Vera Zvonarëva ha battuto in finale  Viktoryja Azaranka con il punteggio di 7–6(2), 6–2

### Doppio maschile
Lukáš Dlouhý /  Petr Pála hanno battuto in finale  Dusan Karol /  Jaroslav Pospíšil con il punteggio di 6(2)–7, 6–4, [10–6]

### Doppio femminile
Andrea Hlaváčková /  Lucie Hradecká hanno battuto in finale  Jill Craybas /  Michaëlla Krajicek con il punteggio di 1–6, 6–3, [10–6]